# Ligne Meishō
La ligne Meishō (名松線, Meishō-sen) est une ligne ferroviaire de la préfecture de Mie au Japon. Elle relie la gare de Matsusaka à celle d'Ise-Okitsu. La ligne est exploitée par la Central Japan Railway Company (JR Central).

## Histoire
La ligne ouvre le 25 août 1929 entre Matsusaka et Gongemmae. La ligne est ensuite prolongée à Isegi en 1930, à Ieki en 1931 et à Ise-Okitsu en 1935.
À la suite des dégâts causés par le typhon Melor en octobre 2009, la ligne reste fermée entre Ieki et Ise-Okitsu jusqu'en mars 2016.

## Liste des gares

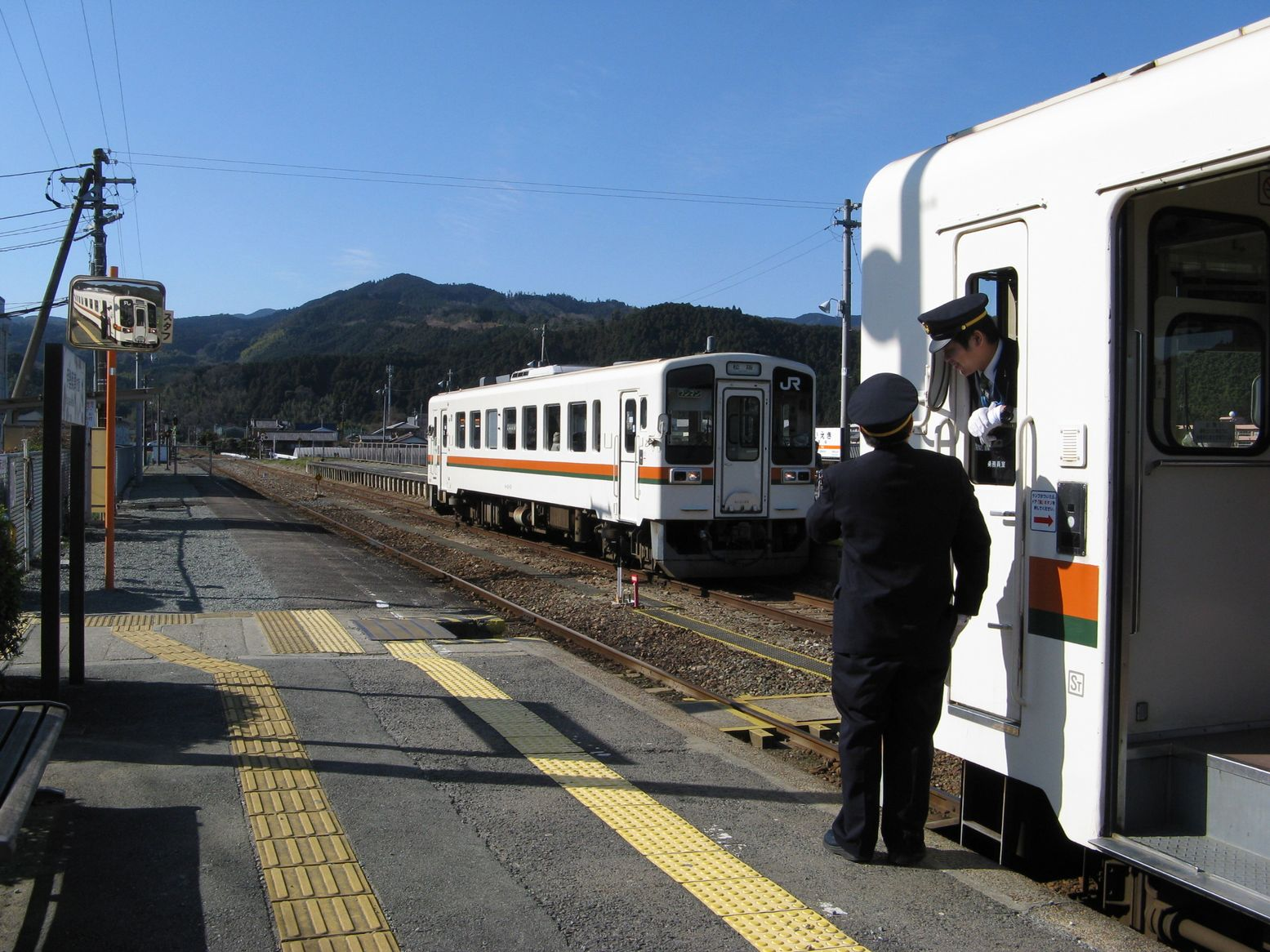
Deux autorails se croisent à Ieki

La ligne Meishō comporte 15 gares.
| Gare          | Nom japonais | Distance depuis Matsusaka (km) | Correspondances                                       | Ville     |
| ------------- | ------------ | ------------------------------ | ----------------------------------------------------- | --------- |
| Matsusaka     | 松阪         | 0                              | JR Central : Kisei (interconnexion) Kintetsu : Yamada | Matsusaka |
| Kaminoshō     | 上ノ庄       | 4,2                            |                                                       | Matsusaka |
| Gongemmae     | 権現前       | 7,0                            |                                                       | Matsusaka |
| Ise-Hata      | 伊勢八太     | 11,7                           |                                                       | Tsu       |
| Ichishi       | 一志         | 13,0                           | Kintetsu : Osaka (à Kawai-Takaoka)                    | Tsu       |
| Isegi (ja)    | 井関         | 15,6                           |                                                       | Tsu       |
| Ise-Ōi        | 伊勢大井     | 18,5                           |                                                       | Tsu       |
| Ise-Kawaguchi | 伊勢川口     | 21,3                           |                                                       | Tsu       |
| Sekinomiya    | 関ノ宮       | 23,3                           |                                                       | Tsu       |
| Ieki          | 家城         | 25,8                           |                                                       | Tsu       |
| Ise-Takehara  | 伊勢竹原     | 29,5                           |                                                       | Tsu       |
| Ise-Kamakura  | 伊勢鎌倉     | 33,8                           |                                                       | Tsu       |
| Ise-Yachi     | 伊勢八知     | 36,6                           |                                                       | Tsu       |
| Hitsu         | 比津         | 39,7                           |                                                       | Tsu       |
| Ise-Okitsu    | 伊勢奥津     | 43,5                           |                                                       | Tsu       |